# Friendica
Friendica (antes conhecido por Friendika) é um software de código aberto que implementa uma rede social distribuída. Tem uma ênfase em opções avançadas de privacidade e uma fácil instalação. Objetiva a comunicação com tantas outras redes sociais quanto forem possíveis.

## Características
Friendica advoga ser descentralizado, código aberto, seguro, privado, modular, extensível, e federado

Atualmente o Friendica permite integração com contatos do Facebook, Twitter,  Diaspora, StatusNet. A comunicação é bi-direcional, sempre que possível. Existe um conector de modo a incluir os contatos de e-mail. Além disso, os conectores permitem postagem para plataformas de blog como o WordPress.

## Desenvolvimento
Não há nenhuma empresa financiando o Friendica. Os desenvolvedores são voluntários e o projeto é executado informalmente, utilizando a plataforma própria para se comunicar e compartilhar informações.

## Instalação
Os desenvolvedores tentam fazer a instalação do software de servidor fácil para usuários com pouco conhecimento técnico, argumentando que a descentralização em servidores de pequeno porte é uma salvaguarda fundamental da liberdade e privacidade online. Friendica normalmente pode até mesmo ser instalado em máquinas compartilhadas, com um grau de simplicidade semelhante à instalação do WordPress. Os usuários também podem optar por se juntar a sites públicos administrados por voluntários, evitando assim a instalação.

## Recepção
Em fevereiro de 2012, a revista de informática alemã c't escreveu: Friendica demonstra como redes sociais descentralizadas podem tornar-se amplamente aceitas. Uma outra publicação alemã, a revista profissional  t3n apontou Friendica como um rival do Facebook em um artigo online sobre alternativas ao Facebook (março 2012). Ele comparou Friendica com redes sociais similares como o  Diaspora e identi.ca.
Friendica foi endossado pelo projeto GNU Telephony também conhecido como  GNU SIP Witch.
Friendica foi citado por Infoshop News como uma alternativa ao Google+ e Facebook para ser usado no movimento Ocupar Nigéria (Occupy Nigeria) 
A Free Software Foundation Europe cita em seu blog o Friendica como uma alternativa razoável às redes sociais centralizadas e controladas como o Facebook ou Google+.
O escritor do Biblical Notes J. Randal Matheny comentou sobre o Friendica ...merece consideração como uma plataforma estável já com uma vasta gama de opções, aplicações, plug-ins, e possibilidades para abrir/expandir a Internet
Emma Boyes, colaboradora de MSN Tech & Gadgets citou como um dos motivos para amar o Friendica "você é capaz de acessar todas as outras redes sociais e conseguir recomendações de novos amigos e grupos".